# Ludwig von Stubenrauch
Ludwig von Stubenrauch (* 30. Mai 1865 in Wasserburg am Inn; † 10. März 1940 in München) war ein deutscher Chirurg und Hochschullehrer in München. Bis 1930 war er a.o. Professor an der Ludwig-Maximilians-Universität München.

## Leben
Von Stubenrauch studierte an der Ludwig-Maximilians-Universität München Medizin. Er bestand als 21-Jähriger das Physikum und wurde 1889 magna cum laude zum Doctor medicinae promoviert. Anschließend durchlief er die chirurgische Ausbildung bei Ottmar von Angerer und Ferdinand Klaussner. 1894 unternahm er eine Studienreise nach Tübingen, Heidelberg, Bern, Kiel, Berlin, Breslau und Wien. Er besuchte Hans Kehr, Theodor Kocher und James Israel.

### Kliniker in München
Er habilitierte sich 1895. Im Januar 1896 wurde er von der Ludwig-Maximilians-Universität als Privatdozent aufgenommen. Die erhoffte feste Anstellung an der Poliklinik erhielt er nicht. Nach sechs Jahren bei Ferdinand Klaussner verließ er Ende September 1896 die Poliklinik Reisingerianum. 1896 übernahm er die Leitung der chirurgisch-orthopädischen Kinderabteilung vom Rotkreuzkrankenhaus in Neuhausen. Mit Beginn des Ersten Weltkriegs wurde die Kinderabteilung 1914 aufgelöst. 1903 bis 1912 war er zugleich Konsiliararzt und Operateur am Gisela-Kinderspital in Schwabing. Er war ein anerkannter Münchner Chirurg und galt für Boehm als „Bayerns bester Operateur“. Er war Vertrauensarzt einflussreicher Mediziner (Johannes Rückert, Wilhelm Herzog) und begleitete als solcher Ludwig Thoma, der an einem inoperablen Magenkarzinom litt. Er wechselte an das Dr. von Haunersche Kinderspital. Die letzten Jahre seines Berufslebens verbrachte von Stubenrauch als Chirurg am Rotkreuzkrankenhaus in Neuhausen und als niedergelassener Arzt mit kleiner Praxis in der Karlstraße 21/1.

### Forschung
Seit den 1890er Jahren untersuchte er die desinfizierende Wirkung des Iodoforms. Im Ersten Weltkrieg erwiesen sich diese Untersuchungen als Alternative in der Bekämpfung der Menschenläuse. Auf den beiden ersten Kongressen der Vereinigung der Bayerischen Chirurgen referierte er (neben Autoritäten wie von Angerer, Albert Krecke und Eugen Enderlen) über Myxoedem und Knochenerkrankung (1911) und Zur Technik der temporären Enterostomie bei Peritonitis und Inanitionszuständen (1912). Zu Beginn des Ersten Weltkriegs erfand er einen Schienenverband für Oberschenkelbrüche, der trotz täglicher Verbandwechsel stabil blieb und nicht abgenommen werden musste. Nach dem Krieg befasste er sich mit der Regeneration der Milz. Seine Arbeiten zur Phosphornekrose gelten noch heute als herausragende Beiträge zur Arbeitsmedizin. Seine letzten Publikationen befassten sich mit der Osteopoikilose. Privat widmete er sich der Lepidopterologie (Schmetterlingskunde).

### Ränke
Ein Lehrstuhl oder eine Chefarztstelle blieben Stubenrauch trotz aller Verdienste verwehrt. Für Ferdinand Sauerbruch, den „Häuptling“ der Münchner Chirurgen, war er eine willkommene Schachfigur im Spiel um das kinderchirurgische Extraordinariat. Meinhard von Pfaundler und Richard Drachter, seine Gegenspieler am Haunerschen Kinderspital, hatten das Nachsehen. Stubenrauch erhielt das allgemeinchirurgische Extraordinariat, das Sauerbruch zurückgeholt hatte. Dafür verzichtete er auf den Chefarztposten im Städtischen Krankenhaus Schwabing; den bekam dann ein Assistent Sauerbruchs. Stubenrauchs Ambitionen auf die Leitung der chirurgischen Universitätspoliklinik – in Klaussners Nachfolge – wurden von Sauerbruch und dem Anatomen Siegfried Mollier hintertrieben. Die Chefarztposten in Schwabing und in der Poliklinik erhielten 1922 Sauerbruchs Protegés Dax und Erich von Redwitz. Als von Stubenrauch begriff, wie ihm mitgespielt worden war und welche Chancen er für das (abhängige) Extraordinariat versäumt hatte, kündigte er Mollier die Freundschaft auf. Gegen Sauerbruch versuchte er ein inneruniversitäres Ermittlungsverfahren anzustrengen; er konnte die Vorwürfe aber nicht untermauern und Sauerbruch ging 1928 nach Berlin. Tief enttäuscht und verletzt, bat von Stubenrauch „schon“ nach seinem 65. Geburtstag (im Mai 1930) um die Emeritierung.

### Ehrungen
Anlässlich seines 70. Geburtstages nahm ihn die Münchner Medizinische Wochenschrift in die Galerie hervorragender Ärzte und Naturforscher auf.